# マーク・ライデル
マーク・ライデル（Mark Rydell、1934年3月23日 - ）は、アメリカ合衆国の映画監督、俳優、プロデューサーである。

## 来歴
1934年にニューヨーク市に生まれる。俳優として1950年代初頭から活動を始め、1956年に『暴力の季節』(ドン・シーゲル監督)で映画デビュー。1962年からは、テレビドラマのディレクターを務め才能を発揮し始める。1963年から1966年にかけてテレビシリーズ(『ミスター・ノバック』1話、『ベン・ケーシー』9話、『アイスパイ』3話、『長く熱い夜』3話、『逃亡者』1話、『ガンスモーク』10話)を監督し、1967年に製作された『女狐　The Fox』で映画監督デビュー。1973年には『ロング・グッドバイ』に出演。
それからは俳優業からしばらく遠のき、監督業に専念。彼の作品にはスティーヴ・マックイーン、ジョン・ウェイン、ヘンリー・フォンダ、キャサリン・ヘプバーンなど錚々たる顔ぶれが出演している。1981年に監督した『黄昏』は、10部門でアカデミー賞にノミネートされ、ライデル自身もアカデミー監督賞にノミネートされた。監督賞の受賞は逃したが、同作品は主演男優賞、主演女優賞、脚色賞を受賞している。近年では俳優業を再開して、自身の作品や、ウディ・アレン監督のコメディ『さよなら、さよならハリウッド』などに出演した。

## 訪日
名だたる俳優たちを輩出した俳優養成所のアクターズ・スタジオでは芸術監督を務めており、2008年のモントリオール世界映画祭では審査委員長を務めた。そのこともあり、2008年の9月には緊急訪日し、別所哲也のJ-WAVEのラジオ番組『J-WAVE GOOD MORNING TOKYO』に生出演したり、多くの俳優志願者や学生たちを前に青山学院大学の講堂で公開授業を行った。そしてモントリオール映画祭においてグランプリを獲得した日本映画『おくりびと』で監督を務めた滝田洋二郎との対談も実現した。

## 出演作品

### テレビ
- Justice (1955)
- 裸の町　Naked City 　(1959)
- As The World Turns (1959～1962)
- 拳銃無宿　Wanted：Dead or Alive 　(1960)
- DEAN/ディーン James Dean (2001) ※WB映画会社社長ジャック・L・ワーナー役

### 映画
- 暴力の季節　Crime in the Streets 　(1956)
- ロング・グッドバイ The Long Goodbye (1973)
- パンチライン Punchline (1988)
- ハバナ Havana (1990)
- A Man Is Mostly Water (2000)
- さよなら、さよならハリウッド Hollywood Ending (2002)
- ザ・ゲーム Even Money (2006)

## 監督作品

### テレビ
- ミスター・ノバック　Mr. Novak 　(1964)
- ベン・ケーシー　Ben Casey　(1963～1964)
- アイ・スパイ I Spy　(1965)
- ワイルド・ウエスト　The Wild Wild West　(1965)
- 長く熱い夜　The Long, Hot Summer　(1965～1966)
- 逃亡者 The Fujitive　(1966)
- ガンスモーク　Gunsmoke　(1964～1966)
- DEAN/ディーン James Dean (2001) ※テレビ映画(TVムービー)

### 映画
- 女狐　The Fox (1967)
- 華麗なる週末 The Reivers (1969)
- 11人のカウボーイ The Cowboys (1971)
- シンデレラ・リバティー/かぎりなき愛　Cinderella Liverty (1973)
- ニューヨーク一獲千金　Harry and Walter Go to New York (1976)
- ローズ The Rose (1979)
- 黄昏 On Golden Pond (1981)
- ザ・リバー The River (1984)
- フォー・ザ・ボーイズ For the Boys (1991)
- わかれ路 Intersection (1994)[2]
- ザ・ゲーム Even Money (2006)